# Evildead
Az Evildead egy amerikai thrash metal zenekar. Nevüket az Evil Deadtől, egy kultikus 1981-es horrorfilmtől kölcsönözték. 1986-ban alakultak meg Los Angelesben; kezdetben az együttes a tagok mellék-projektjének számított, mivel Juan Garcia és Mel Sanchez (aki azóta kilépett az Evildeadből) egyéb zenekarokban is játszottak. Először 1986-tól 1995-ig működött, majd 2008-tól 2012-ig, végül 2016-tól napjainkig.

## Tagok
Jelenlegi tagjai:
- Juan Garcia
- Albert Gonzales
- Karlos Medina
- Rob Alaniz
- Phil Flores

## Stúdióalbumok
- Annihilation of Civilization (1989)
- The Underworld (1991)
- United States of Anarchy (2020)